# Buissy
Buissy település Franciaországban, Pas-de-Calais megyében. Lakosainak száma 287 fő (2022. január 1.). Buissy Villers-lès-Cagnicourt, Pronville-en-Artois, Inchy-en-Artois, Quéant, Baralle és Cagnicourt községekkel határos.

## Népesség
A település népességének változása:
| Lakosok száma | 248  | 252  | 261  | 263  | 276  | 282  | 294  | 290  | 287  |
|               | 2013 | 2015 | 2016 | 2017 | 2018 | 2019 | 2020 | 2021 | 2022 |